# Лощинка (Калінінградська область)
Лощинка (рос. Лощинка) — селище Гусєвського району, Калінінградської області Росії. Входить до складу Кубановського сільського поселення.
Населення —  16 осіб (2015 рік). 

## Населення
| 2002 | 2010 |
| ---- | ---- |
| 19   | ↘16  |